# West Waynesburg
West Waynesburg es un lugar designado por el censo ubicado en el condado de Greene en el estado estadounidense de Pensilvania. En el año 2010 tenía una población de 446 habitantes.

## Geografía
West Waynesburg se encuentra ubicado en las coordenadas 39°54′0″N 80°12′3″O / 39.90000, -80.20083.. Según la Oficina del Censo de los Estados Unidos, West Waynesburg tiene una superficie total de 0,21 mi² (0,5 km²), de la cual 0,21 mi² (0,5 km²) corresponden a tierra firme y 0 mi² (0 km²) es agua.